# 열발광

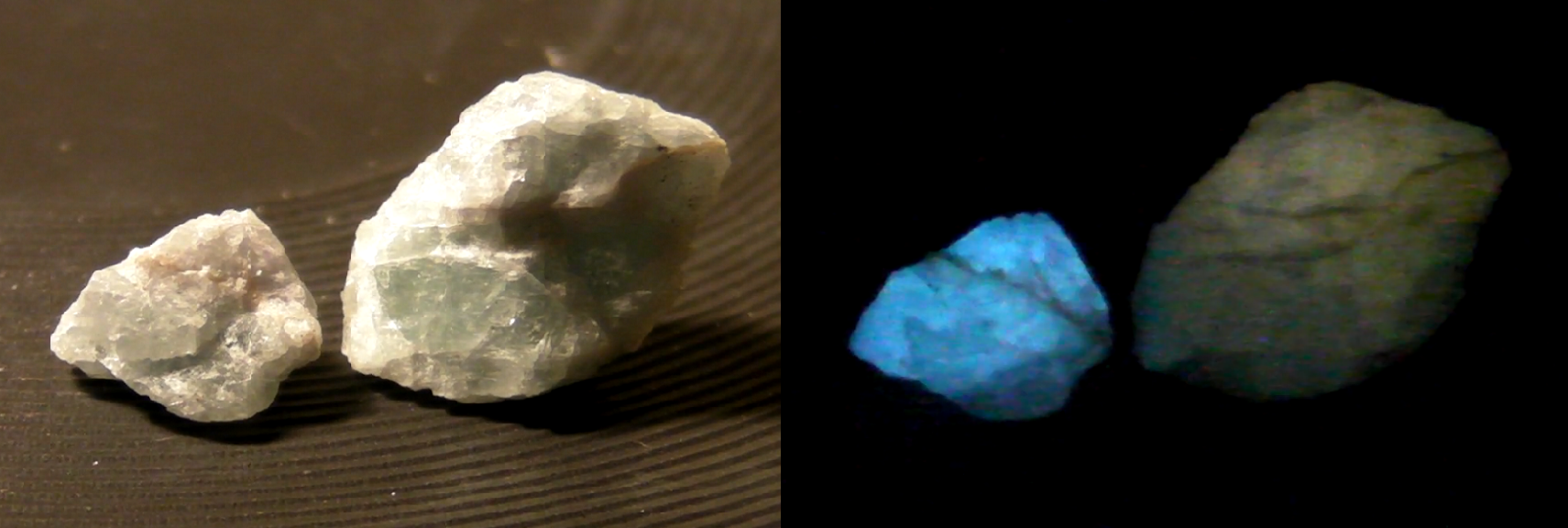
형석의 열발광

열발광 또는 열루미네슨스(Thermoluminescence)는 전자기 복사 또는 기타 이온화 방사선으로부터 이전에 흡수된 에너지가 재료 가열 시 빛으로 재방출될 때 일부 광물과 같은 특정 결정질 재료에 의해 나타나는 발광의 한 형태이다. 이 현상은 흑체 방사의 현상과 다르다.

## 물리학
고에너지 방사선은 결정질 물질에 전자 여기 상태를 생성한다. 일부 재료에서는 이러한 상태가 결정 격자의 정상적인 분자간 또는 원자간 상호 작용을 방해하는 격자의 국부적인 결함 또는 불완전성에 의해 장기간 동안 갇혀 있거나 정지된다. 양자역학적으로 이러한 상태는 공식적인 시간 의존성이 없는 정지 상태이다. 그러나 진공 변동이 항상 이러한 상태를 "촉진"하기 때문에 에너지적으로 안정적이지 않는다. 물질을 가열하면 갇힌 상태가 포논(즉, 격자 진동)과 상호 작용하여 빠르게 낮은 에너지 상태로 붕괴되어 그 과정에서 광자가 방출된다.